# Sesia tibialis
Sesia tibialis is een vlinder uit de familie wespvlinders (Sesiidae), onderfamilie Sesiinae.
Sesia tibialis is voor het eerst wetenschappelijk beschreven door Harris in 1839. De soort komt voor in het Nearctisch gebied.